# Malciîți, Iavoriv
Malciîți (în ucraineană Мальчиці) este o comună în raionul Iavoriv, regiunea Liov, Ucraina, formată numai din satul de reședință.

## Demografie
Componența lingvistică a comunei Malciîți
     Ucraineană (99,91%)
     Alte limbi (0,09%)
Conform recensământului din 2001, majoritatea populației comunei Malciîți era vorbitoare de ucraineană (99,91%), existând în minoritate și vorbitori de alte limbi.